# Näkki

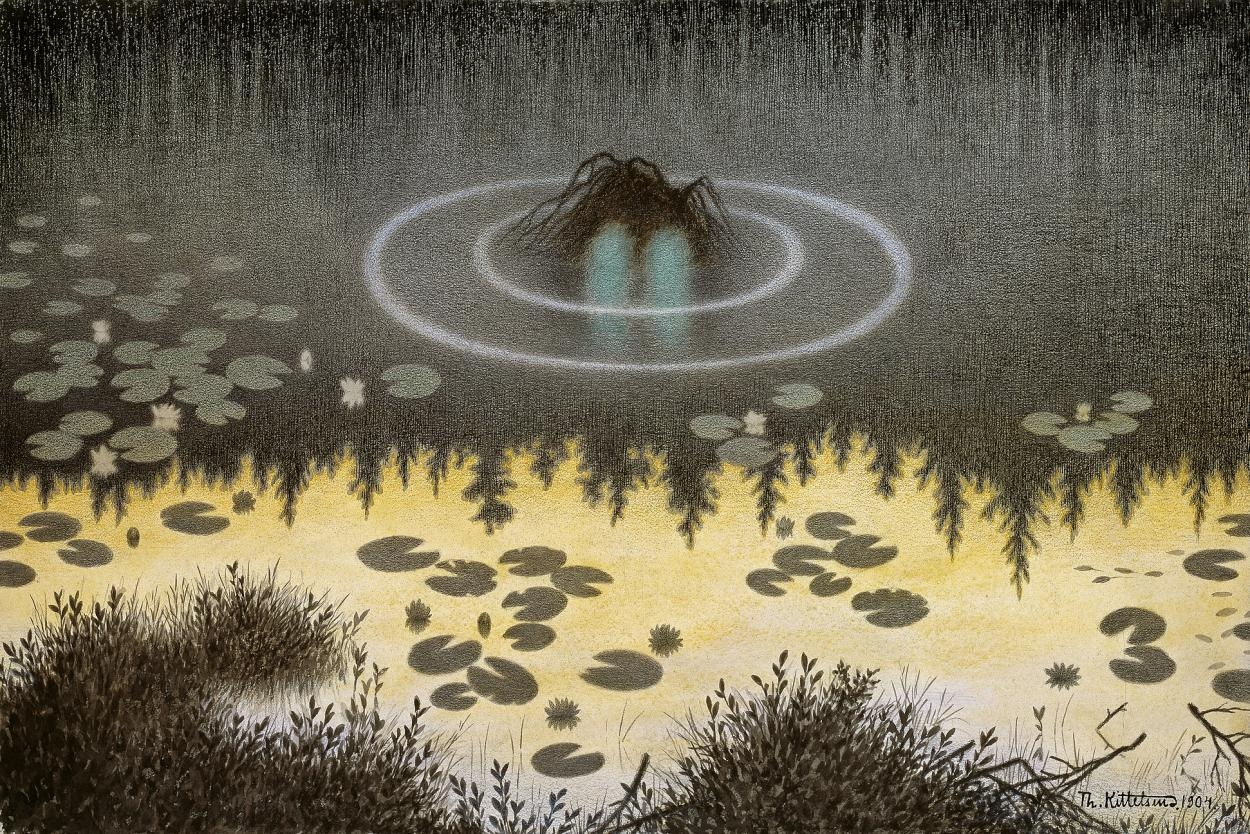
un dipinto di Theodor Kittelsen rappresentante uno spirito Näkki

Nelle mitologie finlandese ed estone un Näkki (in lingua finlandese) o Näkk (in lingua estone) è uno spirito d'acqua mutaforma che si presenta in forma umana e che risiede in pozzi, banchine, ponti ed in prossimità dei fiumi.

Può apparire in sembianze maschili o femminili.

## Folclore
In genere considerato maligno, è in grado di tirare con sé nelle profondità i bambini piccoli, quando questi si sporgono da un ponte o banchine per vedere il proprio riflesso o toccare l'acqua. Lo spauracchio di un Näkki è spesso utilizzato dai genitori per tenere i bambini lontani da pratiche insicure.
Secondo il folclore, un Näkki è molto bello nella parte anteriore mentre quella posteriore è peloso ed estremamente brutto.

Altri racconti dicono che è un brutto pescatore e che può trasformarsi in una bella donna voluttuosa con tre seni o alternativamente in un pesce d'argento, un cavallo o un cane da caccia, ma questi sono i suoi modi infidi per attirare la sua incauta preda nell'acqua.
Altri nomi di Näkki sono Vetehinen oppure Vesihiisi ed in questo caso viene associato ad Hiisi.